# London 1974
London 1974 è un album live di Captain Beefheart and the Magic Band pubblicato dalla Virgin Records nel 2006, ma contenente registrazioni datate 1974.

## Tracce
1. Mirror Man
2. Upon The Me Oh My
3. Full Moon Hot Sun
4. Sugar Bowl
5. Crazy Little Thing
6. Keep On Rubbin' aka Mighty Crazy
7. Sweet Georgia Brown
8. This Is The Day
9. New Electric Ride
10. Abba Zaba
11. Peaches
12. Capitol Radio Concert Advert

- Registrato al Drury Lane Theatre, Londra, giugno 1974